# Luisago
Luisago – miejscowość i gmina we Włoszech, w regionie Lombardia, w prowincji Como.
Według danych na rok 2004 gminę zamieszkuje 2368 osób, 1184 os./km².